# Juro Adlešič

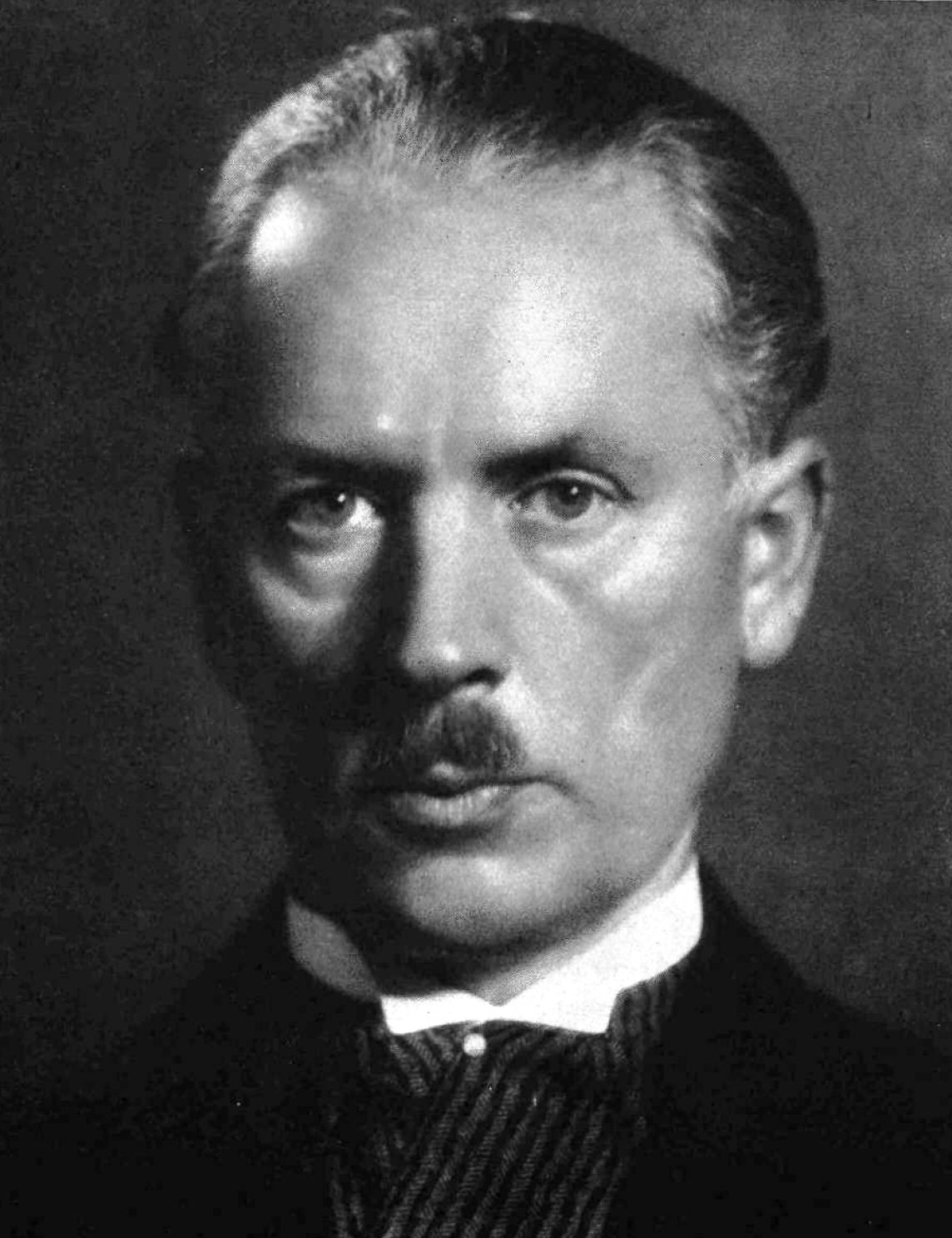
Juro Adlešič (1935)

Juro Adlešič (* 7. Mai 1884 in Adleschitz, Herzogtum Krain, Österreich-Ungarn; † 29. September 1968 in Ljubljana, Jugoslawien) war ein jugoslawischer Rechtsanwalt und Politiker.
1918 eröffnete er eine Kanzlei in Ljubljana. Er trat der konservativen Allslowenischen Volkspartei bei, und gehörte der Redaktion der Zeitung Slovenec an.
1935 wurde er der Bürgermeister Ljubljanas. Er blieb zwar nach der italienischen Besetzung während des Zweiten Weltkriegs im Amt, trat aber im Juni 1942 zurück. Sein Nachfolger war Leon Rupnik.
Nach dem Zweiten Weltkrieg entschied sich Adlešič in der Sozialistischen Republik Sloweniens zu bleiben, anders als viele prominente Mitglieder der Allslowenischen Volkspartei, die aus Angst vor einer kommunistischen Verfolgung flohen. Er wurde von der neuen Regierung nicht weiter verfolgt. Er starb 1968 in Ljubljana.

## Nachweise
- Slovenski veliki leksikon, Mladinska knjiga (2003)